# Severo Lombardoni
Severino Lombardoni, detto Severo (Pedrengo, 7 marzo 1949 – Milano, 13 febbraio 2012), è stato un produttore discografico italiano.
Fondatore e proprietario della Discomagic Records, Lombardoni è noto per essere stato un pioniere della italo dance e della italo disco.

## Biografia
Severo era il figlio maggiore di Francesco Lombardoni e della moglie Francesca (nata Nava). Aveva tre fratelli minori: le sorelle Anna (socia proprietaria di Sym Music S.r.l.) e Ornella, e il fratello Vittorio (proprietario della Self Distribuzione), tutti e tre coinvolti nel settore musicale. Severo frequentò la scuola tecnica inferiore a Seriate dal 1960 al 1963, in seguito si iscrisse all'Istituto Musicale di Bergamo e nel 1969 ottenne da privatista il diploma in "Teoria e Solfeggio" al Conservatorio "Giuseppe Verdi" di Milano.
Da giovane Severo fu un appassionato ciclista e gareggiava regolarmente in una squadra di ciclisti dilettanti. Si dedicò poi totalmente alla musica suonando diversi strumenti come il pianoforte, il trombone, l'armonica a bocca e la chitarra durante il periodo degli studi musicali e in seguito fondò un complesso, secondo la moda degli anni settanta, che condusse per alcuni anni con voce leader e chitarra. Suonò infatti il trombone a tiro a Bergamo nella Banda Gaetano Donizetti e l'armonica a bocca e la chitarra nel gruppo Il Comitato dal 1970 al 1974. Per un anno inoltre insegnò musica in una scuola media. 

### La distribuzione e produzione discografica
Nel 1974 Severo aprì un negozio di dischi a Seriate e nel 1977 decise di allargare l'attività aprendo un ingrosso di dischi a Milano denominato "Door to Door", in via Fogazzaro 11, distribuendo prodotti importati e stampati dalla Gong Records di Milano. Fu presso tale sede che, nel 1979, fondò la propria etichetta discografica, la Discomagic, che ben presto divenne una casa discografica indipendente, spostando la sede in via Fantoli 7 e successivamente in via Mecenate 78/A a Milano, assieme a quella della Società di Edizioni Musicali Lombardoni. Fu uno dei pionieri della musica italo disco all'inizio degli anni ottanta e portò la Discomagic ad ottenere in breve tempo un rilevante successo nel settore, diventando così uno dei più importanti produttori della italo-disco in Italia.
Oltre alla prima e più importante etichetta, la Discomagic, Lombardoni creò numerose sottoetichette per promuovere diversi generi musicali. Inoltre, la Discomagic curava la distribuzione di brani musicali di produzione italiana, europea e internazionale per conto di etichette come Time Records, DWA, Rare e Groove Groove Melody.
Negli ultimi anni ottanta egli ebbe un notevole successo con le sue compilation e fu il primo produttore italiano a fare uso della pubblicità televisiva.
Severino Lombardoni, con la Lombardoni Publishing, agiva inoltre in veste di editore musicale. Tra i compositori con i quali collaborò ci sono Pierluigi Giombini, il produttore Davide Zambelli, Paolo Pelandi, Checco Bontempi, Domenico Ricchini, Roberto Zanetti e Massimo Berti. I suoi maggiori successi sono: Dolce vita di Ryan Paris, Happy Children di P. Lion, Don't Cry Tonight di Savage, Orient Express e Last Summer di Wish Key, Shanghai e Sayonara di Lee Marrow, tutti pubblicati tra il 1983 e il 1985, e Ride On Time di Black Box pubblicato nel 1989. Ride on Time fu un grande successo internazionale, primo in classifica nel Regno Unito per ben 6 settimane.
Nel 1988 Lombardoni fondò in Germania la Lombardoni Musik GmbH e già nel 1990 la società era elencata nelle prime dieci società editrici tedesche. Nel 1992 acquistò la Astro Record, stabilimento per la produzione di dischi in vinile e musicassette.
A causa di problemi finanziari, la società madre - la Discomagic -  chiuse nel 1997 e Lombardoni fu costretto a venderla, assieme a tutto il suo catalogo e alle sottoetichette, al produttore tedesco Bernhard Mikulski, proprietario della ZYX Music.

### Vita privata
Severo Lombardoni ha avuto un figlio, Matteo, dalla prima moglie e una figlia, Francesca, dalla seconda moglie Adriana.
Lombardoni è morto il 13 febbraio 2012 per un'emorragia cerebrale. Il funerale è stato celebrato presso la chiesa "Madonna Aiuto dei Cristiani" di Milano, seguito dalla tumulazione nel cimitero di Pedrengo, in Provincia di Bergamo.

## Discografia parziale
- 1982 - Gary Low You Are a Danger
- 1983 - Den Harrow A Taste of Love
- 1983 - Den Harrow To Meet Me
- 1983 - Ryan Paris Dolce Vita
- 1983 - P. Lion Happy Children
- 1983 - Savage Don't cry tonight
- 1983 - Wish Key Orient Express
- 1984 - Lee Marrow Shanghai
- 1985 - Lee Marrow Sayonara
- 1986 - Gazebo Trotsky Burger
- 1986 - Joe Yellow I'm Your Lover
- 1986 - Wish Key Last Summer
- 1987 - Lee Marrow Don't Stop the Music
- 1988 - Savage So Close
- 1990 - Sabrina Salerno Yeah Yeah
- 1991 - Sabrina Salerno Over the Pop